# Gesta Danorum

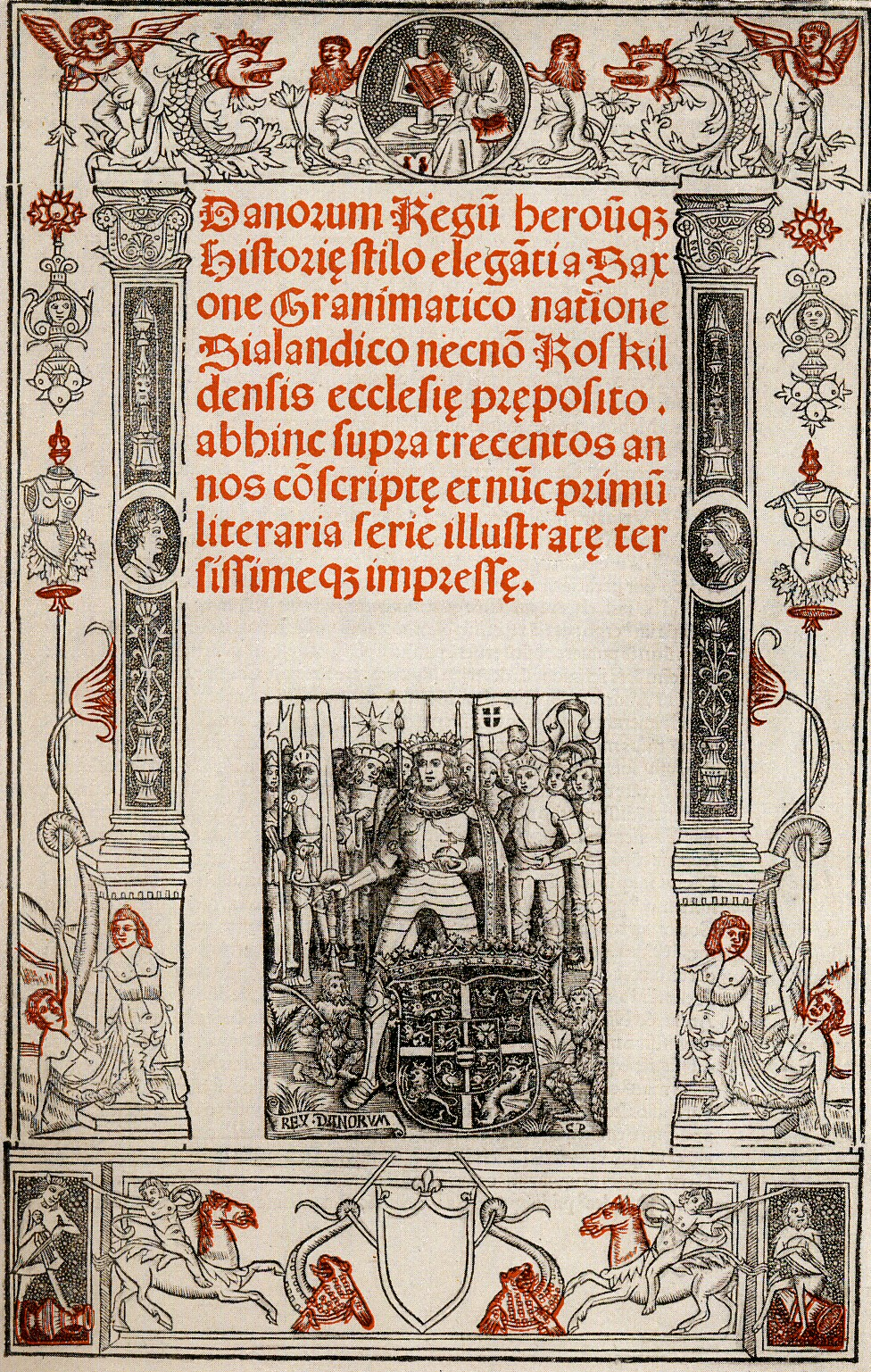
Titelblatt der von Christiern Pedersen 1514 in Paris herausgegebenen editio princeps Danorum Regum heroumque Historia

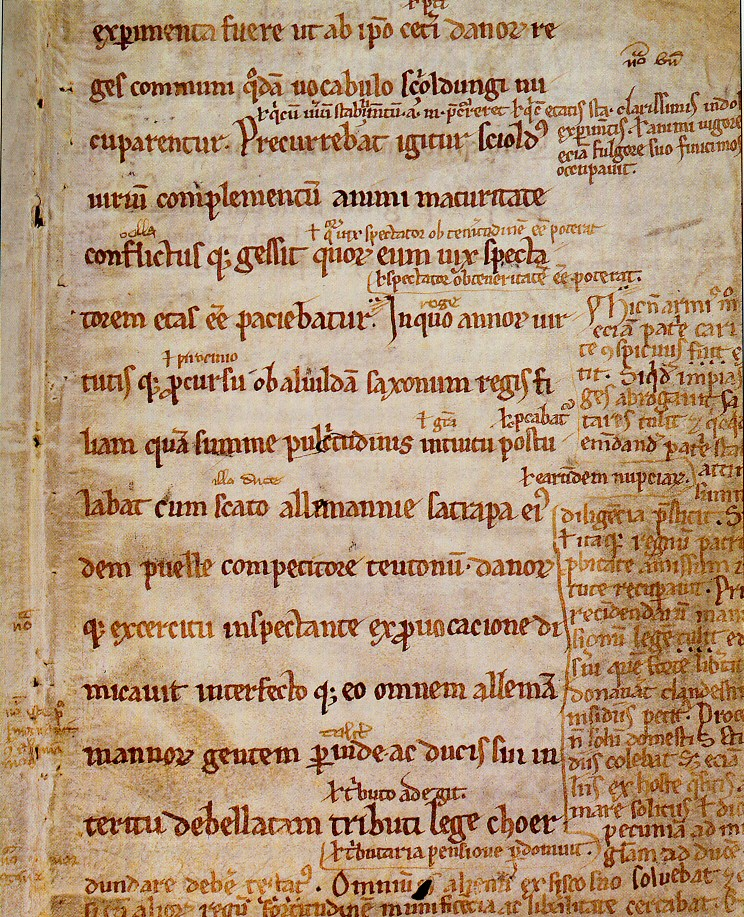
Saxos Originalhandschrift mit eigenhändigen Ergänzungen Dänische Königliche Bibliothek, Kopenhagen

Gesta Danorum („Die Taten der Dänen“) ist eine in lateinischer Sprache geschriebene, großangelegte Geschichte Dänemarks, die um 1200 von dem dänischen Geistlichen Saxo Grammaticus verfasst wurde. Das Werk gilt als eine der wichtigsten Quellen für die frühe dänisch-nordische Geschichte und als bedeutendes Zeugnis für die Verarbeitung dänisch-nordischer Götter- und Heldensagenüberlieferung im Rahmen einer „Nationalgeschichte“.

## Inhalt
Die Bücher 1–8 stellen die sagenumwobene Vorzeit der Dänen dar. Der geschichtliche Teil (Bücher 9–16) reicht bis in die Regierungszeit Knuts VI. (1185). Eine deutsche Übersetzung des geschichtlichen Teils, insbesondere des 14. Buches mit seinen Bezügen zur Geschichte Mecklenburgs, existiert nicht.
Dänemark wird als altehrwürdiges Königreich dargestellt, als Land mit fest umrissenen Grenzen, einer einheitlichen Sprache und gemeinsamen Bräuchen, dessen Geschichte trotz der Unterbrechungen durch Bürgerkriege Kontinuität aufweist und dessen Bewohner das Bewusstsein einer gemeinsamen Vergangenheit und kultureller Identität verbindet.
Darüber hinaus dienen die Gesta Danorum auch der Rechtfertigung der Kriegsführung König Waldemars I. gegen die Slawen (Abodriten und Ranen). Saxo beschreibt die Wenden abwertend, er hebt ihre Andersartigkeit hervor. Die Dänen werden als fromme Christen geschildert, als unschuldige Opfer der slawischen Piratenüberfälle. Die Slawen erscheinen dagegen als heidnisch, als mordlustige Barbaren auf der Stufe wilder Tiere, die zunächst von Waldemar I. und seinen Kriegern und anschließend von christlichen Missionaren gezähmt werden mussten. Zur Veranschaulichung des bösartigen Charakters der Slawen beschreibt Saxo die Zerstörung durch die slawischen Überfälle auf die dänischen Küsten, insbesondere auf die der abodritischen Küste gegenüberliegenden Inseln Lolland und Falster.

## Editionen
Lateinischer Text
- Saxonis Gesta Danorum. Primum a C. Knabe & P. Herrmann recensita. Recognoverunt et ed. J. Olrik & H. Raeder. Hauniae: Levin & Munksgaard, 1931 (Band 1: Text);1957 (Band 2: Index) Online ältere Edition

Lateinischer Text mit dänischer Übersetzung
- Saxo Grammaticus: Gesta Danorum / Danmarkshistorien. Hrsg. von Karsten Friis-Jensen, dänische Übersetzung von Peter Zeeberg. Kopenhagen 2005. neue, maßgebliche Edition und dänische Übersetzung

Lateinischer Text mit englischer Übersetzung
- Karsten Friis-Jensen (editor) and Peter Fisher (translator): Saxo Grammaticus: Gesta Danorum The History of the Danes.  2 Vol. Oxford 2015.  Vol. 1 (books I-X)

Deutsche Übersetzungen
- Paul Herrmann: Erläuterungen zu den ersten neun Büchern der Dänischen Geschichte des Saxo Grammaticus.
  - Band 1: Übersetzung. Engelmann, Leipzig 1901; (Textarchiv – Internet Archive)
  - Band 2: Kommentar: Die Heldensagen des Saxo Grammaticus. Engelmann, Leipzig 1922.
- Gesta Danorum. Mythen und Legenden des berühmten mittelalterlichen Geschichtsschreibers Saxo Grammaticus. Übersetzt, nacherzählt und kommentiert von Hans-Jürgen Hube. Marix-Verlag, Wiesbaden 2004, ISBN 3-937715-41-X (nur Teilausgabe).

## Sekundärliteratur
- Lars Hermanson: Vänskap som politisk ideologi i Saxo Grammaticus „Gesta Danorum“, in: Historisk tidskrift 123 (2003), S. 527–543.
- Niels Henrik Holmqvist-Larsen: Saxo Grammaticus in Danish historical writing and literature, in: Brian Patrick McGuire (Hrsg.): The Birth of Identities. Denmark and Europe in the Middle Ages, Kopenhagen 1996, S. 161–188.
- Kurt Johannesson: Saxo Grammaticus. Komposition och världsbild i Gesta Danorum, Stockholm 1978.
- Lars Boje Morensen: Saxo. (100 danmarkshistorier), Århus 2018.
- Tore Nyberg (Hrsg.): Saxo and the Baltic region: a symposium. Syddansk Universitetsforlag, Odense 2004, ISBN 87-7838-928-3 (University of Southern Denmark studies in history and social sciences, Band 275).
- Thomas Riis: Einführung in die Gesta Danorum des Saxo Grammaticus. (University of Southern Denmark studies in history and social sciences, Band 276), Odense 2006.
- Birgit Sawyer: Saxo Grammaticus and Gesta Danorum. In: Anton Scharer, Georg Scheibelreiter (Hrsg.): Historiographie im frühen Mittelalter (= Veröffentlichungen des Instituts für Österreichische Geschichtsforschung, Band 32), Wien 1994, S. 531–538.
- Horst-Diether Schroeder: Die „Gesta Danorum“ des Saxo Grammaticus. In: Das Altertum, 14, 1968, S. 103–115.
- Eva Valvo: Struttura e composizione dei „Gesta Danorum“. Interpretazioni a confronto. In: Giornale italiano di filologia, 54, 2002, S. 249–263.
- Ruprecht Volz: Gesta Danorum. In: Lexikon des Mittelalters, Band III, Sp. 1422 ff.